# 魏玄同
魏玄同（617年—689年11月2日），字和初，唐代定州鼓城（今河北晋县）人。系出钜鹿魏氏西祖。
進士出身，任长安縣令。累轉司列大夫，因與上官儀文章屬和，被發配流放嶺外（廣東）。上元初大赦，才被召回。工部尚书劉審禮進荐他有才，拜岐州长史。累遷至吏部侍郎，再任地官尚书、检校纳言、同平章事。早年周兴做河阳县令時，高宗想提拔他，但有人說他非清流，最後不了了之。周兴不知情，一直在府中苦等，魏玄同便告訴他：“周明府可去矣。”周兴因此对魏玄同有怨恨。
魏玄同与裴炎友善，时人谓之“耐久朋”。周兴诬陷魏玄同曰：“太后老矣，不若奉嗣君为耐久。”永昌元年（689年）闰九月十五日，太后赐死于家，臨刑前负责监督的监刑御史房济告訴他：“丈人何不告密，冀得召见，可以自证！”玄同嘆說：“人杀鬼杀，亦复何殊，岂能作告密人邪！”從容就義。

## 子孙
- 魏愔，著作郎
  - 魏長裕，河南法曹參軍
    - 魏充、魏霓、魏尤

  - 魏季隨，膳部郎中
  - 魏季邁，長安尉
- 魏懍，御史主簿
  - 魏方回，淄、青二州刺史
  - 魏方進，御史大夫
  - 魏廣業，昇州刺史
    - 魏甫
- 魏恬，鄭州刺史
  - 魏嶠
    - 魏黃裳，開州刺史
- 魏協，荥泽令
  - 魏陔，濮州司户
    - 魏揩，魏陔第三子，明经登第，授曲沃尉、安邑尉。荐授大理评事。贞元十一年（795年）正月十八日卒，年五十六。有四女一男。
- 魏確，司議郎

## 延伸阅读
[在维基数据编辑]
 《舊唐書·卷87》，出自刘昫《舊唐書》
 《新唐書/卷117》，出自《新唐書》